# 山田伸三
山田 伸三（やまだ しんぞう、1914年1月17日 - 2000年3月20日）は、青森県南津軽郡大鰐町出身のノルディック複合、クロスカントリースキー選手。

## 来歴
旧制弘前中学校 → 青森営林局（青森林友）
1934年の第12回全日本スキー選手権大会ノルディック複合個人、翌年の同大会クロスカントリースキー個人長距離（17km）で優勝。
1936年ガルミッシュ・パルテンキルヘンオリンピックでは、クロスカントリースキー個人長距離（18km）で49位、4x10kmリレーで12位、ノルディック複合個人で43位だった。
引退後は青森県スキー連盟の理事長・会長を歴任した。